# Delta Holding
Delta Holding — холдинговая компания, основными направлениями деятельности которой являются: производство в отраслях сельского хозяйства, пищевых продуктов, а также импорт и экспорт товаров, дистрибуция, представительство иностранных компаний, продажа автомобилей и развитие на рынке недвижимости.

## Описание
Компания основана 4 февраля 1991 года Мирославом Мишковичем. Delta Holding владеет крупным пакетом акций порта Белграда. В 2013 году на компанию работало около 3400 человек, она является одним из крупнейших негосударственных работодателей в Сербии. Благодаря активной позиции на внутреннем рынке Сербии достигла успехов в сотрудничестве с международными компаниями. Основными партнёрами сербской компании являются такие концерны, как British American Tobacco, BASF, Syngenta, Honda, BMW, Generali Group, InterContinental Hotels Group, Bayer, Beiersdorf.
В марте 2011 года Delta Holding продала свою дочернюю компанию Maxi (крупнейшая и самая большая сербская сеть супермаркетов) бельгийской Delhaize Group за 932,5 млн евро. В мае 2014 года Assicurazioni Generali купила оставшиеся акции второй по величине сербской страховой компании Delta Generali.
В феврале 2016 года торговые центры Delta City в Белграде и Подгорице были проданы южноафриканской компании Hyprop Investments Ltd за 202,5 млн евро. По состоянию на 31 декабря 2017 года Delta Holding имела 55 дочерних компаний (разделённых на четыре подразделения), 17 из которых расположены за пределами Сербии.
В марте 2019 года Delta Holding открыла торговые центры в Баня-Луке и Варне, в которые было инвестировано 190 миллионов евро. В апреле 2019 года дочерняя компания Delta Holding, Autokomanda, купила за 4,2 миллиона евро место для будущего торгового центра в районе Автокоманда.

## Структура компании
Delta Holding включает четыре отделения для обеспечения своей деятельности. В частности:
- Delta Agrar Group — специализируется на производстве пищевых продуктов и сельском хозяйстве. Это ответвление компании занимается выращиванием, продажей и переработкой на заводах овощей, фруктов и зерновых, фермерством и рыбным хозяйством. Кроме того, в сфере агропромышленности осуществляется распределение семян, пестицидов и сельскохозяйственной техники. Таким образом, в рабочем процессе Delta Agrar участвуют 1500 работников, обрабатывается 16000 гектаров земель и действует разветвлённая система продвижения продукции на рынке.[10]
- Delta Real Estate Group — основным направлением деятельности является внедрение новых стандартов на рынке недвижимости. Подразделение охватывает все звенья этой отрасли, начиная от планирования и создания проекта и заканчивая реализацией уже построенного объекта. Важным фактором является многопрофильность, что позволяет заниматься продажей как отдельных помещений, так и офисных, жилых или гостиничных зданий. Примером этого является первый торговый центр Дельта-Сити в Белграде и Сербии в целом, а затем и отель Crowne Plaza в Подгорице, открытый после реконструкции 30 декабря 2013 года.
- Delta Distribucija — компания-член Delta Holding, которая занимается распределением потребительских товаров и в структуру которой входят направления Delta Transportation System и Automobiles. Основная деятельность направлена на доставку товаров, их хранение на складах и поддержание и развитие инфраструктуры. Ответвление транспортных систем отвечает за логистику, а отдел, который специализируется на автомобилях импортирует их, продаёт и расширяет сеть автоцентров.
- Delta Fondacija — основной партнёр по реализации гуманитарной помощи, мероприятий в области культуры, образования, здравоохранения, защиты окружающей среды и социального обеспечения. Для контроля и систематизации работы создано Delta Holding Foundation.